# Billy Boyd

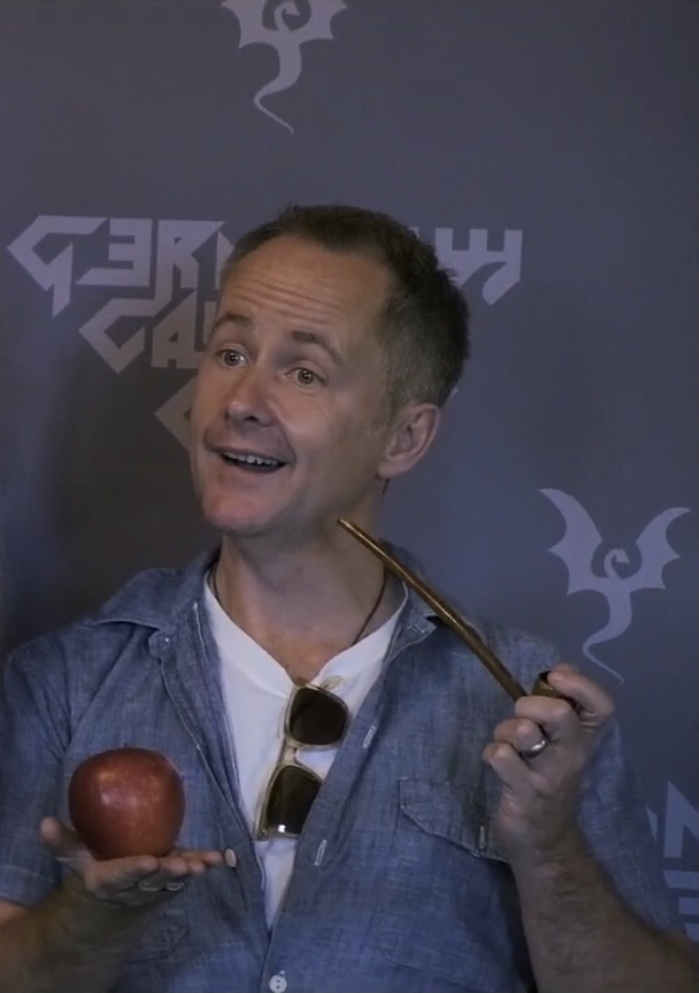
Billy Boyd (2019)

Billy Boyd (* 28. August 1968 in Glasgow, Schottland) ist ein britischer Schauspieler und Musiker. Bekanntheit erlangte er durch seine Rolle des Pippin in der Herr-der-Ringe-Trilogie.

## Leben
William (Billy) Boyd wurde 1968 in Glasgow geboren. Seine Eltern starben, als er noch sehr jung war, und so wuchsen er und seine Schwester Margaret bei ihrer Großmutter auf. Vor seiner Ausbildung zum Schauspieler arbeitete Boyd mehrere Jahre als Buchbinder. Seine Ausbildung, die er mit einem Diplom der Dramatischen Künste abschloss, absolvierte er an der renommierten Royal Scottish Academy of Music and Drama, an der unter anderem auch David Tennant, Alan Cumming und James McAvoy studierten.
Seinen ersten Fernsehauftritt hatte er 1996 in einer Episode der schottischen Fernsehserie Taggart. Danach war er noch in einigen Fernsehproduktionen zu sehen und spielte zahlreiche Bühnenrollen, vor allem am Royal Lyceum Theatre in Edinburgh, unter anderem in William Shakespeares Der Kaufmann von Venedig und Viel Lärm um nichts und Émile Zolas Thérèse Raquin. Einem internationalen Publikum bekannt wurde er 2001 durch seine Rolle als der Hobbit Pippin in Peter Jacksons Verfilmung der Herr-der-Ringe-Trilogie. Seitdem sah man ihn in Master & Commander – Bis ans Ende der Welt an der Seite von Russell Crowe und in einigen englischen Kinoproduktionen.
Neben der Schauspielerei arbeitet Billy Boyd auch als Sänger, Musiker und Komponist. Er spielt mehrere Musikinstrumente, darunter Gitarre, Bass und Schlagzeug; sein bisher in Aufnahmen zum Einsatz gekommener Stimmumfang reicht vom Bariton in den Tenor. In Der Herr der Ringe: Die Rückkehr des Königs sang er das Lied The Edge of Night (in dem Stück The Steward of Gondor), eine eigene Komposition zu Tolkiens Text. Des Weiteren sang er The Last Goodbye, das Titellied des dritten Teils der Hobbit-Trilogie (Der Hobbit: Die Schlacht der Fünf Heere). Gemeinsam mit Paul Burke (Schlagzeug), Billy Johnston (Gesang, Gitarre, Keyboard) und Rick Martin (Gesang, Bass) tritt er auch unter dem Bandnamen Beecake (vormals The Angels Share) in Erscheinung.
Am 29. Dezember 2010 heiratete er Alison McKinnon. Das Paar lebt mit dem gemeinsamen Sohn (* 26. April 2006) im schottischen Lesmahagow.
Von April 2021 bis Dezember 2022 betrieb er den Podcast The Friendship Onion zusammen mit Dominic Monaghan.

## Filmografie (Auswahl)
- 1996: Taggart (Fernsehserie, Folge 13x1 Dead Man’s Chest)
- 1998: Urban Ghost Story
- 1998: The Soldier’s Leap (Kurzfilm)
- 1999: Julie and the Cadillacs
- 2001: Der Herr der Ringe: Die Gefährten (The Lord of the Rings: The Fellowship of the Ring)
- 2002: Stories of Lost Souls (Episodenfilm, Kurzfilm Sniper 470)
- 2002: Still Game (Fernsehserie, Folge 1x2 Faimly)
- 2002: Der Herr der Ringe: Die zwei Türme (The Lord of the Rings: The Two Towers)
- 2003: Master & Commander – Bis ans Ende der Welt (Master and Commander: The Far Side of the World)
- 2003: Der Herr der Ringe: Die Rückkehr des Königs (The Lord of the Rings: The Return of the King)
- 2004: Instant Credit (Kurzfilm)
- 2004: Chuckys Baby (Seed of Chucky) (Stimme)
- 2005: An einem klaren Tag (On a Clear Day)
- 2005: Midsummer Dream (El sueño de una noche de San Juan) (Stimme)
- 2006: Flying Scotsman – Allein zum Ziel (The Flying Scotsman)
- 2007: Save Angel Hope
- 2008: Die Jagd nach dem Stein des Schicksals (Stone of Destiny)
- 2008: Empty (Fernsehserie, 6 Folgen)
- 2009: Jusqu’à toi
- 2010: Pimp
- 2011: Glenn No. 3948 (Glenn, the Flying Robot)
- 2011: Irvine Welsh’s Ecstasy
- 2011: Moby Dick (Miniserie)
- 2011: Die Hexen von Oz (Dorothy and the Witches of Oz, Miniserie)
- 2012: Space Milkshake
- 2012: Farben der Liebe (The Forger)
- 2015: Motive (Fernsehserie, Folge 3x12 Ein guter Mann)
- 2015: Mara und der Feuerbringer
- 2016: White Island
- 2016: AmStarDam – Eine hanftastische Reise (AmStarDam)
- 2017: Snowfall (Fernsehserie, Folge 1x8 Die Aussaat)
- 2018: Der Honiggarten – Das Geheimnis der Bienen (Tell It to the Bees)
- 2019: Grey’s Anatomy (Fernsehserie, Folge 15x13 Gratwanderung)
- 2019–2020: Outlander (Fernsehserie, 4 Folgen)
- 2020: Hollywood (Fernsehserie, Folge 1x03 Vogelfrei)
- 2024: Der Herr der Ringe: Die Schlacht der Rohirrim (The Lord of the Rings: The War of the Rohirrim, Stimme)